# Melanocitosis dérmica congénita
La melanocitosis dérmica congénita, también conocida como mancha mongólica,  callana, chahuazo o mancha de los morenos  es una discromía hiperpigmentaria de la piel.

## Epidemiología
Los bebés pueden nacer con uno o más nevus de color gris pizarra que van desde un área pequeña en las nalgas hasta un área más grande en la espalda. La marca de nacimiento prevalece entre los pueblos del este, sur, sudeste, norte y centro de Asia, los indígenas de Oceanía (principalmente micronesios y polinesios), ciertas poblaciones en África, nativos americanos, latinoamericanos no europeos, caribeños de origen mestizo y turcos.
Ocurre en alrededor del 80% de los niños asiáticos y del 80% al 85% de los nativos americanos. Aproximadamente el 90% de los polinesios y micronesios nacen con nevus gris pizarra, al igual que el 46% de los niños en América Latina donde está asociada con la ascendencia no europea. Estas manchas también aparecen en el 5 a 10% de los bebés de ascendencia completamente caucásica.
Desde el siglo pasado, se ha hecho amplia investigación respecto a la presencia de esta mancha en poblaciones en las que existen numerosos individuos que poseen una mezcla de herencia europeo-amerindia como lo es el continente americano. Una fuente que data de 1905, citando una investigación del antropólogo Frederick Starr, declaró que esta no estaba presente en poblaciones mestizas, aunque en una revisión más completa a la investigación de Starr se observa que este declara "siete niños mayas analizados presentan la mancha mongola, tres niños mezclados no la tenían...", así pues, Starr en realidad no hace un juicio absoluto, ya que no se dice cuantos niños mezclados fueron analizados en total. Hoy en día es completamente aceptado que casi toda la población mestiza de México y América Latina posee dicha mancha y que su presencia sirve como un predictor del grado de mestizaje en una población determinada, teniendo su frecuencia más baja en Uruguay con 36%, Argentina un 44%, pasando por un 50%-52% en México, un 65,1% en hispano-americanos (Estados Unidos) y un 88% en peruanos del altiplano.
Un estudio realizado en hospitales de la Ciudad de México sugiere que factores étnicos con correlación socioeconómica influyen en la frecuencia de la mancha mongólica entre los recién nacidos, como lo demuestra la mayor prevalencia del 85% en recién nacidos de una institución pública, típicamente asociada con un nivel socioeconómico más bajo, en comparación con una prevalencia del 33% en recién nacidos de hospitales privados, que generalmente atienden a familias con un nivel socioeconómico más alto. Según el Instituto Mexicano del Seguro Social (abreviado como IMSS), en promedio, el 51.8% de los recién nacidos mexicanos presentaban dicha mancha, mientras que estaba ausente en el 48.2% de los bebés analizados.
Los niños indígenas centroamericanos fueron sometidos a racismo debido a su nevus gris pizarra, pero los círculos progresistas comenzaron a hacer que el nevus gris pizarra fuera popular después de finales de la década de 1960. Los peruanos del altiplano también tienen el nevus gris pizarra.
A pesar del nombre, la "mancha mongólica" no tiene antecedentes antropológicos, excepto por ser mucho más común en infantes de piel más pigmentada. Generalmente desaparecen en la infancia.

## Patogenia
La aparición de esta hiperpigmentación se cree que se debe a la detención de los melanocitos en su migración desde la cresta neural hacia la capa basal de la epidermis, su localización habitual. Se ha demostrado la presencia anómala de melanocitos cargados de melanina en los tercios medio e inferior de la dermis.

## Clínica
La melanocitosis dérmica congénita consiste en una mácula de color azulado o gris pizarroso que está presente desde el momento del nacimiento. Sus bordes están mal delimitados, y su tamaño varía entre uno y diez centímetros.
La región típica de presentación es la zona lumbo-sacra (zona baja de la espalda y nalgas). También puede presentarse en otras zonas del cuerpo, en cuyo caso se denomina mancha mongólica aberrante.

## Diagnóstico
Simplemente clínico. Test de melanina sublingual.[cita requerida]

## Pronóstico
La pigmentación alcanza su mayor intensidad en torno a los dos años de edad. Posteriormente, va desapareciendo, hasta ser inexistente en torno a los diez años. No parece presentar ningún riesgo de malignización, ni asociaciones con enfermedades sistémicas u otras alteraciones congénitas.